# Kerivoula titania
Kerivoula titania és una espècie de ratpenat de la família dels vespertiliònids. Viu a Cambodja, Laos, Myanmar, Tailàndia i el Vietnam. El seu hàbitat natural són els boscos primaris i secundaris de plana i de montà, tant perennes com caducifolis. No hi ha cap amenaça significativa per a la supervivència d'aquesta espècie.